# Rajgir
Rajgir (Hindi: राजगीर, „Königsfestung“, aber oft übersetzt mit „Geierberg“) ist eine Stadt mit ca. 50.000 Einwohnern im Distrikt Nalanda im Süden des indischen Bundesstaats Bihar. In der indischen Antike war der Ort als Rajagriha (Sanskrit: राजगृह, Rājagṛha; Pali: Rājagaha) bekannt.

## Lage und Klima
Rajgir ist etwa 100 km (Fahrtstrecke) in südöstlicher Richtung von Patna, der Hauptstadt Bihars, entfernt. Die ca. 72 m hoch gelegene Stadt ist umgeben von bewaldeten Hügeln. Das Klima ist warm bis heiß; Regen (ca. 1000 mm/Jahr) fällt ganz überwiegend während der sommerlichen Monsunzeit.

## Bevölkerung
Ca. 98,5 % der Einwohner sind Hindus; andere Religionen (Islam, Christentum, Buddhismus, Jainismus, Sikhismus etc.) spielen nur eine untergeordnete Bedeutung. Der Männeranteil übersteigt den der Frauen um ca. 10 %. Man spricht zumeist Hindi.

## Geschichte
Rajagriha war ursprünglich die Ortschaft Girivraja (Pali: Giribbaja). König Bimbisara von Magadha baute sie im 5. Jahrhundert v. Chr. zu einer bedeutenden Metropole aus und machte daraus seine Hauptstadt. Der Buddha Siddhartha Gautama, der mit Bimbisara in freundschaftlicher Verbindung stand, hielt sich wiederholt dort auf. In Rajagriha fand unter Bimbisaras Sohn und Nachfolger Ajatasattu das erste buddhistische Konzil statt. Nach Ajatasattus Tod löste Pataliputra Rajagriha als Hauptstadt ab.
Die Stadt tritt mehrfach in der buddhistischen Literatur auf. Der Pali-Kanon bezeichnet den Geierberg als Meditationsstätte des historischen Buddha und als Ort, an dem Sariputta, ein Hauptschüler Buddhas, zahlreiche Unterweisungen vornahm. Der Mahayana-Tradition zufolge offenbarte Avalokiteshvara, der Bodhisattva des universellen Mitgefühls, auf dem Geierberg das literarisch bedeutsame Herz-Sutra.

## Sehenswürdigkeiten

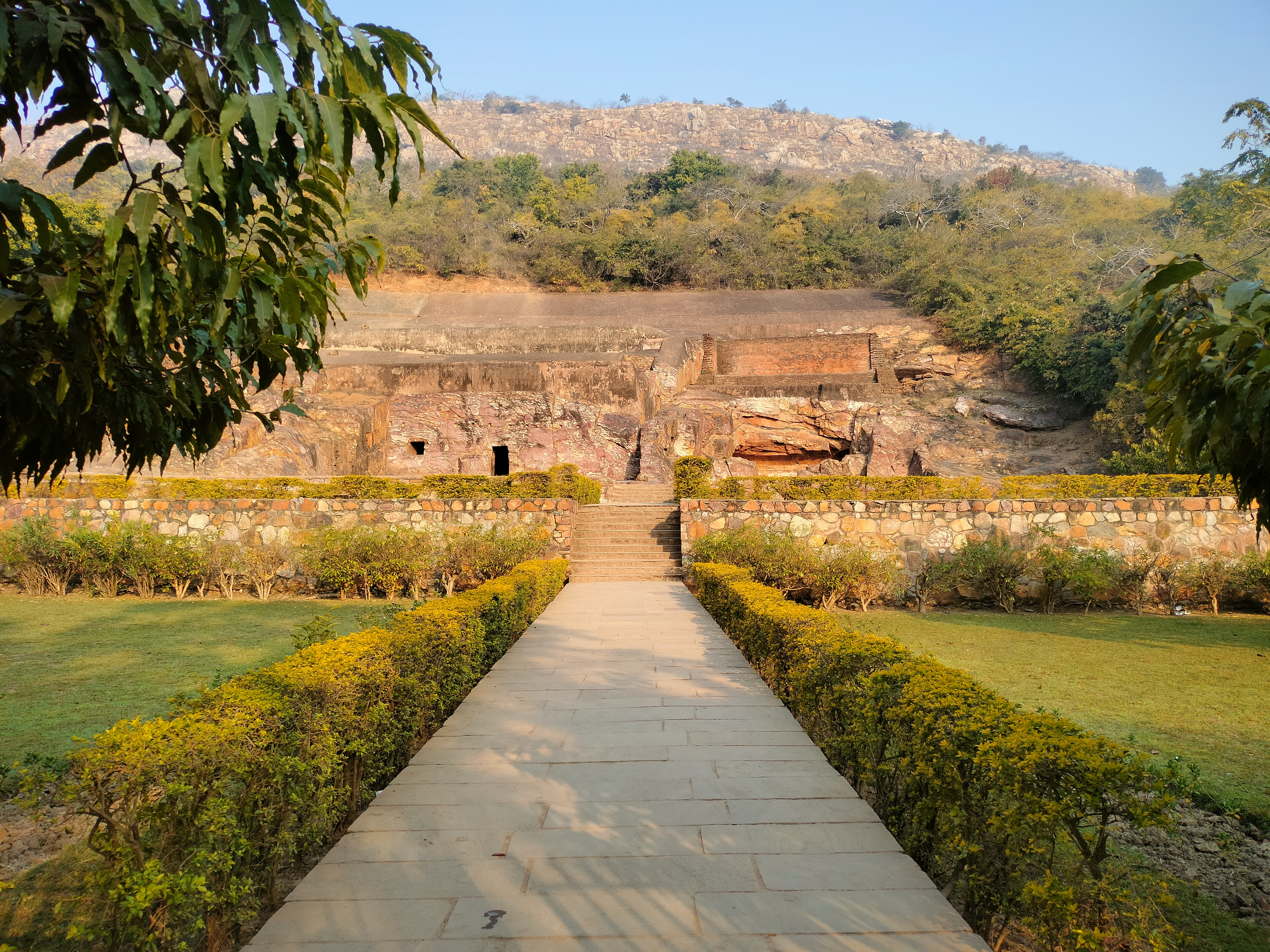
Son Bhandar Caves

- Die im Jahr 1969 fertiggestellte Vishwa Shanti Stupa ist eine bedeutende Pilgerstätte für Buddhisten aus aller Welt. Sie wurde im Jahr 1993 nochmals verändert.
- In unmittelbarer Nähe zur Stadt liegt die bereits im 5. Jahrhundert gegründete, jedoch im 12. Jahrhundert von islamischen Truppen zerstörte Nalanda-Universität.

Umgebung
- Die etwa 2 km südlich der Stadt gelegene Saptaparni-Höhle gilt als älteste bekannte Zuflucht- und Meditationsstätte Buddhas. Ein Jahr nach seinem Übergang ins Nirwana (483 v. Chr.?) soll hier das erste buddhistische Konzil stattgefunden haben.
- Nur etwa 3 km südlich von Rajgir liegen die im 3. Jahrhundert v. Chr. in einen Felsen getriebenen Son Bhandar-Höhlen.
- Ca. 25 km südwestlich befindet sich die im 3. Jahrhundert v. Chr. in einen Felsen getriebene und im Grundriss nur etwa 5 × 3,50 m große Sitamarhi Cave.